# Álvaro Aguirre Perales
Álvaro Aguirre Perales (Castro-Urdiales, Cantabria, 16 de diciembre de 1990) es un politólogo y político español, diputado autonómico en el Parlamento de Cantabria desde las elecciones autonómicas de 2019, en las legislaturas X y XI.

## Biografía
Álvaro Aguirre es oriundo de Castro-Urdiales, Cantabria. Es licenciado en Ciencias Políticas y de la Administración con especialización en la Administración Pública por la Universidad del País Vasco. Durante 2013 y 2014 desempeñó la vicesecretaría general de Estudios y Programas en la Escuela de Formación Política Manuel Fraga de Liderazgo Político. En 2018 se graduó del Master of Business Administration (MBA) por la Escuela Europea de Negocios.
Su carrera profesional ha estado unida a la consultoría especialmente en el ámbito estratégico y de comunicación. Ocupando cargos como consultor senior y director del área de Comunicación de GAD3. Actualmente trabaja en la empresa privada.
Su andadura política comenzó en Nuevas Generaciones del Partido Popular de Cantabria, organización de la que fue vicesecretario de Acción Política y Social, y que presidió entre 2018 y 2023. A nivel local, desde 2011, ha desempeñado diferentes cargos en el Ayuntamiento de Castro-Urdiales entre los que destacan su participación en el Gabinete de la Alcaldía entre 2013 y 2015. Asimismo, es miembro del Comité Ejecutivo del Partido Popular de Cantabria
A nivel nacional desempeña el cargo de secretario nacional de Comunicación de Nuevas Generaciones de España. También parte de la Junta Directiva Nacional del Partido Popular y ha participado en las campañas electorales de las elecciones europeas de 2014 y las elecciones generales de 2016.